# Гумоа
Гумоа (фр. Goumois) насеље је и општина у источној Француској у региону Франш-Конте, у департману Ду која припада префектури Монбелијар.
По подацима из 2011. године у општини је живело 177 становника, а густина насељености је износила 30,36 становника/km². Општина се простире на површини од 5,83 km². Налази се на средњој надморској висини од 490 метара (максималној 953 m, а минималној 485 m).

## Демографија
| 1962. | 1968. | 1975. | 1982. | 1990. | 1999. | 2011. |
| ----- | ----- | ----- | ----- | ----- | ----- | ----- |
| 142   | 148   | 134   | 126   | 136   | 196   | 177   |

График промене броја становника у току последњих година